# 兵庫県立明石西公園
兵庫県立明石西公園（ひょうごけんりつあかしにしこうえん）は、兵庫県明石市にかつて存在した公園。
1995年に明石川の西岸、山田錦を開発した兵庫県立農事試験場の跡地に作られたが、2012年3月31日限りで閉園となり、敷地の大半は隣接する兵庫県立がんセンターの施設内緑地の扱いとなった。
敷地内には、兵庫県中央こども家庭センター（児童相談所）や兵庫県立神戸西テニスコート、クラブハウス、芝生広場が整備されている。2020年9月14日から兵庫県立がんセンター建替整備に向けた埋蔵文化財調査工事のため閉鎖となっている。

## 施設
- 公園センター
- フラワーガーデン
- 芝生広場
- 出合いの広場
- 修景池
- 四季の森
- ロックガーデン
- 兵庫県立神戸西テニスコート
- クラブハウス
- 兵庫県中央こども家庭センター（児童相談所）

## 周辺情報
- 兵庫県立大学明石キャンパス（看護学部）
- 兵庫県立がんセンター